# アカデミー国際長編映画賞プエルトリコ代表作品の一覧
プエルトリコは1986年に初めてアカデミー国際長編映画賞に映画を出品した。アカデミー外国語映画賞はアメリカ合衆国の映画芸術科学アカデミー（AMPAS）が主催し、アメリカ合衆国以外の国で製作され、主要な会話が英語以外で占められた長編映画を対象としており、1956年度より設置されている。
プエルトリコ代表作はCorporación de Cine de Puerto Ricoにより選出されていたが、2011年度からアカデミー側はアメリカ合衆国領内からの参加を不可としている。

## 代表作
1956年よりAMPASは外国語映画賞を設置し、各国のその年最高の映画を招待している。外国語映画賞委員会はプロセスを監視し、すべての応募作品を評価する。その後、委員会は5つのノミネート作品を決定するために秘密投票を行う。
以下はプエルトリコ代表作の一覧であり、全てスペイン語で製作されている。
| 年 （授賞式）    | 日本語題     | 出品時の英題                        | 原題                      | 監督                                | 結果       |
| ---------------- | ------------ | ----------------------------------- | ------------------------- | ----------------------------------- | ---------- |
| 1986 （第59回）  |              | The Great Party                     | La gran fiesta            | マルコス・チューリナ                | 落選       |
| 1988 （第61回）  | タンゴ・バー | Tango Bar                           | Tango Bar                 | マルコス・チューリナ                | 落選       |
| 1989 （第62回）  | いつでも夢を | Santiago, the Story of his New Life | Lo que le pasó a Santiago | ハコボ・モラレス                    | ノミネート |
| 1994 （第67回）  |              | Linda Sara                          | Linda Sara                | ハコボ・モラレス                    | 落選       |
| 1998 （第71回）  |              | Heroes from Another Country         | Héroes de Otra Patria     | Iván Dariel Ortiz                   | 落選       |
| 2001 （第74回）  |              | 12 Hours                            | 12 horas                  | Raúl Marchand-Sánchez               | 落選       |
| 2005: （第78回） |              | Cayo                                | Cayo                      | Vicente Juarbe                      | 落選       |
| 2006 （第79回）  |              | Thieves and Liars                   | Ladrones y mentirosos     | リカルド・メンデス・マッタ          | 落選       |
| 2007 （第80回）  |              | Maldeamores                         | Maldeamores               | マリエム・ペレス カルリトス・ルイス | 落選       |
| 2009 （第82回）  |              | Kabo & Platon                       | Kabo & Platon             | エドムンド・H・ロドリゲス           | 落選       |
| 2010 （第83回）  |              | Miente                              | Miente                    | ラフィ・メルカード                  | 落選       |
| 2011 （第84回）  |              | America                             | America                   | ソニア・フリッツ                    | 失格       |